# Selena Gomez & the Scene
Selena Gomez & The Scene foi uma banda de pop-rock norte-americana de Los Angeles, Califórnia. Formada em 2008, sua última formação consistia na vocalista Selena Gomez, baterista Greg Garman, baixista Joey Clement, tecladista Dane Forrest e no guitarrista Drew Taubenfeld. A banda lançou três álbuns de estúdio, sete singles e nove videoclipes.
Seu álbum de estreia, Kiss & Tell, foi lançado em 29 de setembro de 2009, estreou na nona posição da Billboard 200 e recebeu o certificado de ouro da Recording Industry Association of America (RIAA) em março de 2010. O segundo single do álbum, "Naturally", alcançou o top trinta nos Estados Unidos, bem como o top vinte na Nova Zelândia, Reino Unido, Irlanda, Canadá e Alemanha. A canção recebeu o certificado de platina nos Estados Unidos e Canadá. Em 2012, Kiss & Tell já havia vendido mais de 900.000 cópias nos EUA.
O segundo álbum da banda, A Year Without Rain, foi lançado em 17 de setembro de 2010, estreando na quarta posição da Billboard 200 e rendendo à banda seu segundo certificado de ouro da RIAA em janeiro de 2011. Dois singles foram extraídos do álbum, "Round & Round" e "A Year Without Rain". Em 2012, o álbum havia vendido mais de 800.000 unidades nos EUA.
O terceiro e último álbum da banda, When the Sun Goes Down, foi lançado em 28 de junho de 2011 e também estreou na quarta posição da Billboard 200. Seu carro-chefe, "Who Says", estreou no On Air with Ryan Seacrest em 8 de março de 2011, seguido da estreia de seu videoclipe em 11 de março no Disney Channel. A canção recebeu o certificado de platina nos EUA. O segundo single do álbum, "Love You Like a Love Song", foi lançada em 17 de junho de 2011 e recebeu o certificado de platina quádrupla nos EUA. O terceiro e último single do álbum foi "Hit the Lights". A banda se desfez quando Gomez começou a se concentrar em sua carreira de atriz e carreira musical solo.

## Ex-integrantes
- Selena Gomez - vocalista (2008–2013)
- Joey Clement - baixista (2008–2013)
- Greg Garman - baterista (2008–2013)
- Dane Forrest - tecladista (2008–2013)
- Drew Taubenfeld - guitarrista (2012–2013)
- Ethan Roberts - guitarrista (2008–2013)
- Nick Foxer – tecladista (2008)

## Discografia

### Álbuns de estúdio
| Título                 | Detalhes                                                                                         | Posições | Posições | Posições | Posições | Posições | Posições | Posições | Posições | Posições | Posições | Posições | Posições | Vendas      | Certificações |
| Título                 | Detalhes                                                                                         | EUA      | CAN      | UK       | IRL      | AUT      | SUI      | MEX      | ITA      | ESP      | BEL      | NZL      | NOR      | Vendas      | Certificações |
| ---------------------- | ------------------------------------------------------------------------------------------------ | -------- | -------- | -------- | -------- | -------- | -------- | -------- | -------- | -------- | -------- | -------- | -------- | ----------- | --- |
| Kiss & Tell            | - Lançado: 29 de Setembro de 2009 - Gravadora: Hollywood Records - Formato: CD, digital download | 9        | 22       | 12       | 14       | 4        | 36       | 20       | 33       | 2        | 22       | 21       | 38       | - : 930.000 | - RIAA: Ouro - Music Canada: Ouro - CAPF: Ouro                                                                       |
| A Year Without Rain    | - Lançado: 17 de Setembro de 2010 - Gravadora: Hollywood Records - Formato: CD, digital download | 4        | 6        | 14       | 40       | 19       | 37       | 16       | 28       | 6        | 11       | 24       | -        | - : 820.000 | - RIAA: Ouro - Music Canada: Ouro - ABPD: Ouro - ZPAV: Platina - CFPI: Platina - CAPF: Ouro                          |
| When the Sun Goes Down | - Lançado: 28 de Junho de 2011 - Gravadora: Hollywood Records - Formato: CD, digital download    | 3        | 1        | 5        | 13       | 11       | 7        | 6        | 17       | 1        | 2        | 8        | 1        | - : 850.000 | - RIAA: Platina - Music Canada: Ouro - ABPD: Ouro - ZPAV: Platina - PME: Ouro - AMPF: Ouro - AIRI: Ouro - CAPF: Ouro |

### Singles
| Ano  | Título                    | Posições | Posições  | Posições | Posições  | Posições | Posições | Posições | Posições | Posições | Posições | Posições | Posições | Posições | Posições | Certificações                                                               | Álbum                  |
| Ano  | Título                    | EUA      | EUA Dance | BRA      | BRA Dance | CAN      | UK       | IRE      | AUT      | ALE      | AUS      | NZ       | SWE      | RUS      | TAW      | Certificações                                                               | Álbum                  |
| ---- | ------------------------- | -------- | --------- | -------- | --------- | -------- | -------- | -------- | -------- | -------- | -------- | -------- | -------- | -------- | -------- | --------------------------------------------------------------------------- | ---------------------- |
| 2009 | Falling Down              | 82       | —         | 27       | —         | 69       | —        | —        | —        | —        | —        | —        | —        | —        | —        | - : + 600.000                                                               | Kiss & Tell            |
| 2009 | Naturally                 | 29       | 1         | 23       | —         | 18       | 7        | 7        | 37       | 14       | 46       | 20       | 56       | —        | —        | - : 3× Platina - : Platina - : + 3.500.000                                  | Kiss & Tell            |
| 2010 | Round & Round             | 24       | 2         | 17       | 1         | 51       | 47       | 44       | 62       | 52       | —        | —        | —        | —        | —        | - : Platina - : + 1.500.000                                                 | A Year Without Rain    |
| 2010 | A Year Without Rain       | 35       | 1         | 14       | —         | 30       | 78       | —        | —        | 56       | —        | —        | —        | —        | 1        | - : 2× Platina - : 73× Platinum - : + 6.500.000                             | A Year Without Rain    |
| 2011 | Who Says                  | 21       | 1         | 16       | —         | 17       | 51       | 36       | 62       | 44       | —        | 15       | —        | —        | 1        | - : 3× Platina - : Ouro[carece de fontes?] - : 97× Platinum - : + 5.600.000 | When the Sun Goes Down |
| 2011 | Love You Like A Love Song | 22       | 1         | 1        | 31        | 10       | 58       | 49       | —        | —        | 48       | 21       | 41       | 1(20x)   | 1        | - : 6× Platina - : 42× Platina - : Platina - : Ouro - : + 9.000.000         | When the Sun Goes Down |
| 2011 | Hit The Lights            | 103      | —         | 3        | —         | 55       | —        | —        | —        | —        | —        | —        | —        | 63       | 1        | - : Platina - : + 1.500.000                                                 | When the Sun Goes Down |

### Singlespromocionais
| Ano  | Título                         | Posições | Posições | Vendas & certificações | Álbum                    |
| Ano  | Título                         | EUA      | CAN      | Vendas & certificações | Álbum                    |
| ---- | ------------------------------ | -------- | -------- | ---------------------- | ------------------------ |
| 2008 | Tell Me Something I Don't Know | 58       | —        | - : Ouro - : + 766.000 | Another Cinderella Story |
| 2010 | Un Año Sin Ver Llover          | —        | —        | -                      | A Year Without Rain      |
| 2011 | Live Like There's no Tomorrow  | —        | —        | -                      | A Year Without Rain      |
| 2011 | Bang Bang Bang                 | 94       | 96       | -                      | When the Sun Goes Down   |
| 2011 | Dices                          | 97       | —        | -                      | When the Sun Goes Down   |

### Turnês
| Ano  | Título                   | Apresentações |
| ---- | ------------------------ | ------------- |
| 2010 | Kiss & Tell Tour         | 19            |
| 2010 | Jingle Balls Tour        | 10            |
| 2011 | A Year Without Rain Tour | 21            |
| 2011 | We Own the Night Tour    | 57            |

## Prêmios e indicações
| Ano  | Prêmio                   | Categoria                              | Trabalho                    | Resultado |
| ---- | ------------------------ | -------------------------------------- | --------------------------- | --------- |
| 2010 | Teen Choice Awards       | Artista Revelação                      | Selena Gomez & The Scene    | Venceu    |
| 2010 | Teen Choice Awards       | Melhor Grupo                           | Selena Gomez & The Scene    | Venceu    |
| 2010 | Soul & Jazz Awards       | Aposta Do Ano                          | Selena Gomez & The Scene    | Venceu    |
| 2010 | MTV Europe Music Awards  | Melhor Artista Push                    | Selena Gomez & The Scene    | Indicado  |
| 2011 | People's Choice Awards   | Artista Revelação                      | Selena Gomez & The Scene    | Venceu    |
| 2011 | Ev.gerard Music Awards   | Melhor Vídeo Adolescente               | Love You Like A Love Song   | Indicado  |
| 2011 | MuchMusic Video Awards   | Video Internacional do Ano             | "A Year Without Rain"       | Indicado  |
| 2011 | MuchMusic Video Awards   | Melhor Video Internacional Pop         | "A Year Without Rain"       | Indicado  |
| 2011 | MuchMusic Video Awards   | Melhor Video Internacional de um Grupo | "A Year Without Rain"       | Indicado  |
| 2011 | Teen Choice Awards       | Melhor Canção de Amor                  | "Love You Like a Love Song" | Venceu    |
| 2011 | Teen Choice Awards       | Melhor Single                          | "Who Says"                  | Venceu    |
| 2011 | Teen Choice Awards       | Melhor Grupo                           | Selena Gomez & The Scene    | Venceu    |
| 2012 | People's Choice Awards   | Melhor Artista Pop                     | Selena Gomez & The Scene    | Indicado  |
| 2012 | Hollywood Teen TV Awards | Grupo de Música Favorito               | Selena Gomez & The Scene    | Indicado  |
| 2012 | Hollywood Teen TV Awards | Canção do Ano                          | Love You Like A Love Song   | Indicado  |
| 2012 | MuchMusic Video Awards   | Melhor Video Internacional de um Grupo | Love You Like A Love Song   | Venceu    |